# 16368 Città di Alba
16368 Città di Alba è un asteroide della fascia principale. Scoperto nel 1981, presenta un'orbita caratterizzata da un semiasse maggiore pari a 3,1578353 au e da un'eccentricità di 0,1049504, inclinata di 12,88002° rispetto all'eclittica.
L'asteroide è dedicato alla città di Alba, in Piemonte, capoluogo delle Langhe.